# Dorolegi
Dorolegi is een bestuurslaag in het regentschap Grobogan van de provincie Midden-Java, Indonesië. Dorolegi telt 2687 inwoners (volkstelling 2010).